# Stazione di Montepulciano
La stazione di Montepulciano è una stazione ferroviaria ubicata lungo la linea Siena-Chiusi, posta presso Montepulciano Stazione, in piazza Europa e aperta il 16 agosto 1880.
La gestione degli impianti è affidata a Rete Ferroviaria Italiana società del gruppo Ferrovie dello Stato, che classifica la stazione nella categoria Silver.
Dista dalla stazione di Siena circa 71 km e da quella di Chiusi Chianciano-Terme circa 18 km.
Attualmente vi fermano tutti i treni regionali.

## Storia

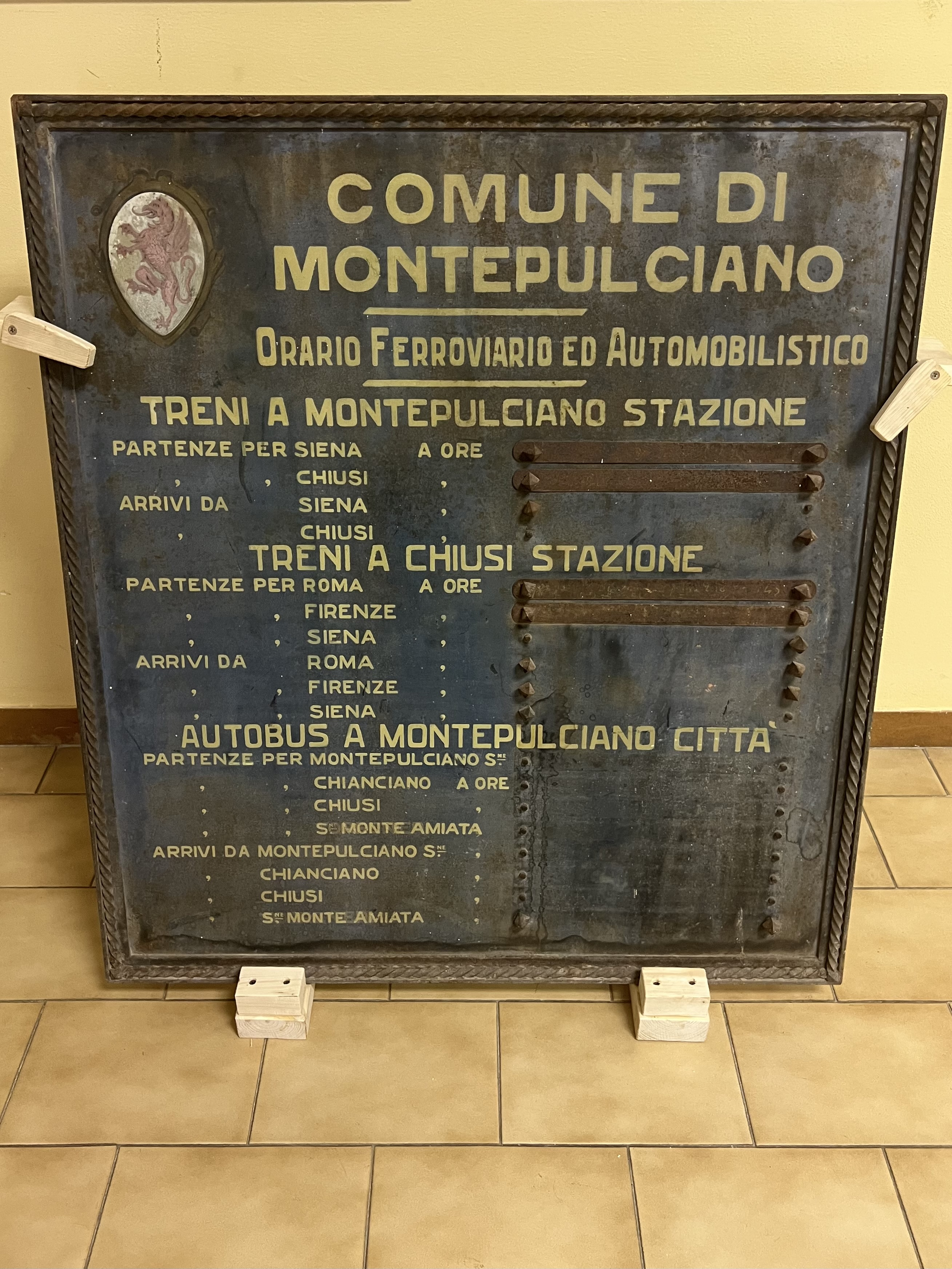
Un vecchio tabellone con gli orari

Nel 1900 in concomitanza con la costruzione del nuovo centro di raccolta per l'elaborazione e la trasformazione della barbabietola da zucchero a Fontago, oggi Montepulciano Stazione, fu presa la decisione di spostare la stazione del Salarco e ubicarla in prossimità dello stabilimento nella medesima località. Tale stazione situata nei pressi dell'omonimo torrente, in località Sciarti ad Abbadia di Montepulciano e distante circa 2 km da Fontago, non sarebbe stata infatti più funzionale alla nuova realtà produttiva. Fu così smantellata la stazione del Salarco e realizzata la nuova stazione di Montepulciano.
La tratta Torrita di Siena-Salarco di circa 6 km fu aperta il 20 ottobre del 1861. Per valicare il torrente, fu costruito un ponte di ferro a due luci, da cui il toponimo Ponte di Ferro per indicare il nome del luogo, in prossimità della monumentale cascata in laterizio La Serra, edificata dall'ingegnere Alessandro Manetti nel 1849, durante i lavori di bonifica della valle. Il caratteristico ponte ottocentesco fu distrutto il 30 giugno 1944 dai tedeschi in ritirata.
Nel 1905 la stazione di Montepulciano venne inserita tra le fermate di un treno direttissimo Roma-Firenze.
Tra il 1880 e il 1911, a circa 70 metri dalla stazione ferroviaria (in via Asti), si trovava un servizio di carrozze trainate da cavalli gestito dall'Impresa Bruzzichelli. All’arrivo di ogni treno, questo servizio consentiva di raggiungere Montepulciano capoluogo in circa un’ora. Il viaggio di ritorno, essendo in discesa, richiedeva solo 45 minuti. La tariffa, stabilita dal Municipio, era di 2 lire italiane a persona per la sola andata, oppure 3 lire per andata e ritorno. Il 15 marzo 1911 il servizio carrozze fu sostituito dal Servizio Automobilistico della S.A.M. (Servizi Automobilistici Montepulciano).

## Strutture ed impianti
Il grande fabbricato viaggiatori è un edificio a due piani: in quello inferiore si trovano i vari uffici, la sala d'aspetto e il bar; in quello superiore l'abitazione del capostazione. Le facciate dei quattro lati, coperte con intonaco color crema, sono spoglie di qualsiasi decorazione ed in esse si aprono varie porte e finestre con architrave in stucco dipinto. Esternamente, fra i due piani corre un doppio cornicione in mattoni.
Il piazzale dispone di due binari passeggeri con banchine e piccole pensiline, più un binario tronco collegato ad un magazzino, utilizzato in passato come piccolo scalo merci e oggi adibito alla sosta di carri merci o di locomotive. In passato la stazione disponeva di un terzo binario per i treni passeggeri, smantellato negli anni 2000 per la costruzione del sottopassaggio ferroviario. Era inoltre collegata tramite un binario di raccordo a scartamento normale alla stazione della Ferrovia Montepulciano-Fontago distante mezzo chilometro e in funzione dal 30 giugno 1917 al 16 settembre 1927 lungo Via di Fontago (divenuta Via di Rovisci Nord e infine Via Firenze).

## Servizi
La stazione dispone di:
- Biglietteria (nuova biglietteria attiva da ottobre 2012)
- Sottopassaggio
- Accessibilità per portatori di handicap
- Parcheggio
- Autobus urbani ed extraurbani
- Bar
- Edicola

## Galleria d'immagini

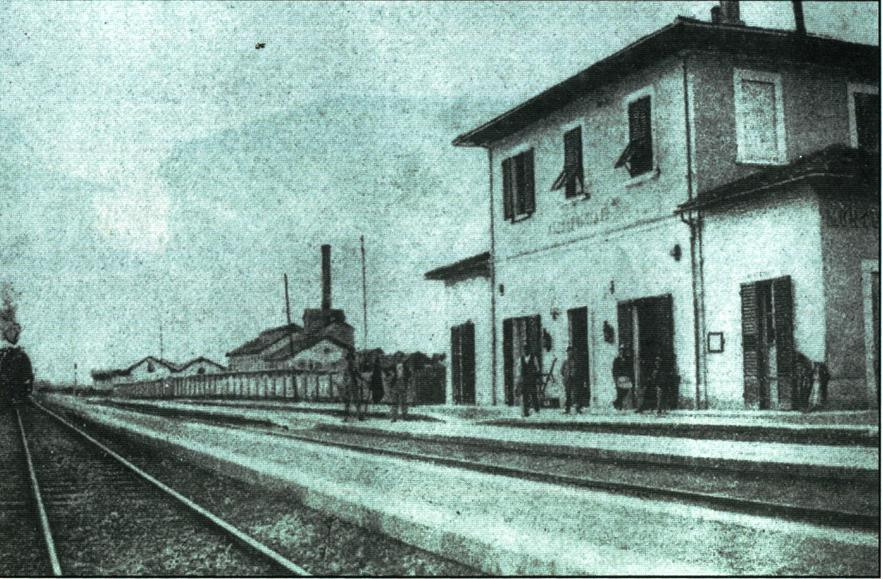
Fabbricato viaggiatori
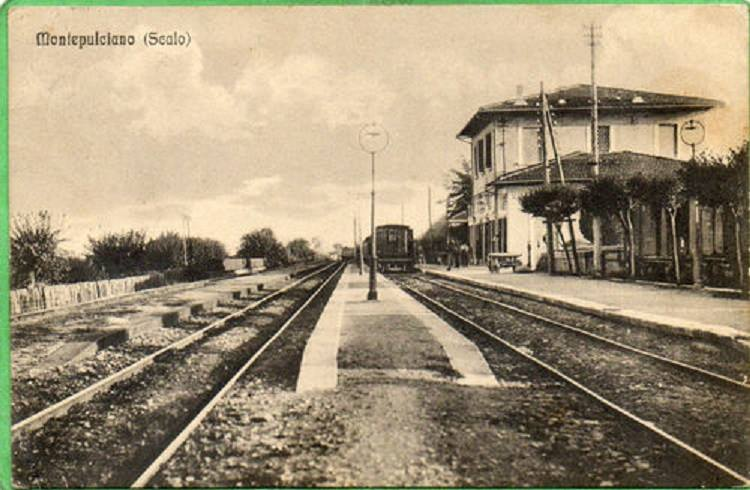
Binari ferroviari